# Sitio de Pamplona (1874-1875)
El sitio de Pamplona por los carlistas fue una acción durante la tercera guerra carlista. La nueva derrota carlista permitió a los alfonsinos empezar a recuperar el territorio perdido en Navarra, propiciando así el fin de la guerra.

## El sitio
Tras la batalla de Abárzuza los carlistas habían reavivado el conflicto. Decididos pues a tomar una gran plaza, los tradicionalistas asediaron Vitoria, Irún, San Sebastián y Pamplona. Esta última era ya rondada por las fuerzas de Carlos VII desde 1873, pero no fue hasta aquel año de 1874 cuando los carlistas atacaron decididamente la capital navarra. El general Mendiri venció a Moriones en Biurrun y ocupó los montes de San Cristóbal  y Miravalles, desde donde bombardeó la ciudad constantemente. El sitio marchaba bien, sin embargo, algunos generales carlistas fueron acusados de la falta de arrojo en el sitio de Irún, que había sido levantado. Esto afectó directamente al cerco de Pamplona, pues el siguiente damnificado fue Mendiri, que dirigía este asedio, siendo atacado por los más radicales carlistas. Esto obligó al general a intensificar la lucha, ya que tomar la ciudad sería importante para su dañada reputación.
Todo parecía indicar que Pamplona caería. Sin embargo el 29 de diciembre de 1874 el general Martínez Campos proclamó a Alfonso XII como rey de España y muchos carlistas moderados pasaron al bando alfonsino. Esto debilitó enormemente a los carlistas, que en aquel inicio de 1875 se vieron acosados por una gran fuerza liberal. Mendiri, que había desguarecido Eskinza, permitió que sus enemigos tomaran esta posición y pudiesen ocupar Lácar y Lorca, quedando así franco el paso a Pamplona, que se culminó el 2 de febrero con la entrada de 35.000 hombres al mando de Domingo Moriones en la ciudad y los carlistas retirándose de las últimas posiciones en la periferia.

## Consecuencias
A pesar de que San Sebastián y Vitoria seguían sitiadas y Alfonso XII fue derrotado en Lácar un día después del final del sitio, la guerra empezó a torcerse para los carlistas ese año de 1875. El bando alfonsino se vio reforzado por la multitud de carlistas que abandonaron a don Carlos. Esto propició la gran ofensiva en el norte ya mencionada que tras la liberación de Pamplona supuso el comienzo de la retirada facciosa en Navarra, por lo que esta acción fue de vital importancia para las posteriores acciones bélicas en la región.